# 타원 궤도

타원 궤도(楕圓軌道, elliptic orbit)란 원일점과 근일점의 차이가 크게 나는 공전 궤도를 말한다. 예를 들면 왜소행성이나(명왕성, 에리스, 하우메아, 마케마케) 그리고 왜행성 후보이다. 그 중에서도 90377 세드나가 가장 긴 타원 궤도를 돌고 있다. 원일점은 근일점에 비해서 13배나 멀리 떨어져 있다. 즉 76AU보다 13배나 멀리 떨어진 937AU를 돌고 있다. 수성은 찌그러진 타원 궤도를 돌고, 금성은 거의 원형 궤도로 돈다. 지구와 달은 약간 타원 궤도이다. 화성은 많이 찌그러진 타원 궤도이다. 또한 목성과 토성은 화성보다도 더 찌그러져 있으며 천왕성과 해왕성도 마찬가지이다. 명왕성도 타원 궤도를 돈다. 해왕성보다 태양에 가까워지기도 한다. 1979년부터 1999년까지 해왕성보다 태양에 더 가까이 접근했지만, 기울기가 17도여서 해왕성과의 충돌은 없었다. 소행성대와 트로이 소행성군은 그렇지 않지만 아폴로 소행성군과 아모르 소행성군, 아텐 소행성군은 타원 궤도를 돌고 있다. 그 중에서 아폴로 소행성군의 소행성들은 지구와 충돌할 가능성이 있다. 어떤 것들은 긴 타원 궤도를 가지고 있어서 수성보다 태양에 가까이 접근하기도 하고 천왕성 궤도까지 멀어지기도 한다. 지구의 다른 위성, 즉 다른 행성의 위성도 대부분 타원 궤도를 돌고 있다.

## 같이 보기
- 슈퍼문
- 이심근점각
- 원일점과 근일점
- 원지점과 근지점
- 원월점과 근월점
- 원성점과 근성점